# Романовка (Давлекановський район)
Рома́новка (рос. Романовка, башк. Романовка) — присілок у складі Давлекановського району Башкортостану, Росія. Входить до складу Алгинської сільської ради.
Населення — 273 особи (2010; 267 в 2002).
Національний склад:
- росіяни — 67 %